# Arthur Bennett
Arthur Bennett (* 19. Juni 1975 in Wien) ist ein österreichischer Offizier des Bundesheeres und Kommandant des Jagdkommandos im Dienstgrad eines Brigadiers.

## Militärische Karriere
Bennett trat im Jahr 2004 nach erfolgreichem Abschluss des 29. Jagdkommando-Grundkurses als Leutnant in das Jagdkommando ein. Dort versah er bis 2010 in verschiedenen Funktionen seinen Dienst, wobei er auch an mehreren Auslandseinsätzen teilnahm.
Im Anschluss wurde er von 2010 bis 2014 als Planungsoffizier an der österreichischen Militärvertretung in Brüssel eingesetzt. Danach kehrte er zum Jagdkommando zurück, wo er weitere Jahre Dienst leistete.
Von 2016 bis 2019 absolvierte Arthur Bennett den 21. Generalstabslehrgang an der Landesverteidigungsakademie in Wien, im Zuge dessen er als Lehrgangssprecher fungierte. Nach dem erfolgreichen Abschluss dieses Lehrgangs übernahm er verschiedene Aufgaben in mehreren Dienststellen des Bundesministeriums für Landesverteidigung.
Im Jahr 2024 kehrt er nach Wiener Neustadt zurück, um die Führung des Jagdkommandos von Brigadier Philipp Ségur-Cabanac zu übernehmen. Er wurde von der Begutachtungskommission aus insgesamt sieben Bewerbern als bestgeeigneter ausgewählt. Am 15. Juli 2025 wurde Bennett von Verteidigungsministerin Tanner zum Brigadier befördert.